# Franco Negrè
Franco Negrè o, più semplicemente, Negrè, pseudonimo di Francesco Vicini (Viterbo, 16 agosto 1980), è un rapper italiano.

## Biografia
Franco Negrè, o semplicemente Negrè, al secolo Francesco Vicini, si appassiona all'hip-hop intorno ai 14 anni grazie all'album d'esordio di Nas, Illmatic. La sua conoscenza dell'hip-hop è inizialmente quella del semplice fruitore, ma diventa anche partecipazione attiva al movimento quando Francesco conosce Impro, Turi ed altri MC. Negrè e Impro cominciano a comporre insieme, prima producendo un demo (Su Un Pianeta) con un altro ragazzo di Viterbo (Omega) sotto il nome di Mente Locale, poi, chiusa l'esperienza di gruppo, continuando a comporre rime per perfezionarsi. Nel 1999, nell'ambito di una jam romana, i due conoscono Kiave, mc cosentino con il quale fonderanno la crew Migliori Colori. Nel 2001 esce I Dischi Parlano, demo composto insieme ad Impro. Nel 2002 e nel 2004 i Migliori Colori iniziano a farsi conoscere con il tape su cassetta Assassinati da orologi e poi con Rullanti distorti.
Il 2005 è l'anno di inizio della carriera solista di Negrè, che pubblica l'EP Macheneso, seguito, nel 2007, dal debutto ufficiale, Nomi cose e città, titolo volto a chiarire i temi trattati nel disco, le cose semplici, lontane dalla americanizzazioni di musiche e concetti di altri dischi italiani. Franco appare anche su dischi di vari mc italiani, da Kiave, a Turi e su compilation di livello nazionale come Street Flava 2nd Avenue e Street Flava 3rd Avenue.
Nel 2014 esce il mixtape Negretudine. Nel 2018 pubblica l'album Humanology.
Tramite un post su Instagram nel 2021 il rapper annuncia di avere la sclerosi multipla con un deficit motorio che lo porta a dover fare fisioterapia 3 volte a settimana e recarsi spesso in ospedale.
Lunedì 7 aprile 2025 annuncia dopo molti anni un progetto che uscirà la settimana stessa.

## Discografia

### Con i Mente Locale
- 1998 – Su un pianeta

### Con Impro
- 2001 – I dischi parlano

### Con I Migliori Colori
- 2002 – Assassinati da orologi
- 2004 – Rullanti distorti

### Da solista
Album in studio
- 2007 – Nomi cose e città
- 2010 – La gente se ne frega
- 2018 – Humanology

EP
- 2005 – Macheneso
- 2011 – Realista

Singoli
- 2009 – Il mio nome